# Naucleopsis glabra
Naucleopsis glabra är en mullbärsväxtart som beskrevs av Richard Spruce och Pitt.. Naucleopsis glabra ingår i släktet Naucleopsis och familjen mullbärsväxter. Inga underarter finns listade i Catalogue of Life.